# Air One
Air One, voluit Air One Smart Carrier, was een Italiaanse lagekostenluchtvaartmaatschappij en onderdeel van het in 2009 door een consortium hervormde Alitalia. De hubs waren in Catania, Palermo, Pisa, Venetië en Verona. 

## Geschiedenis
Air One werd opgericht in 1983 door Toto de Chieti. Van 2000 tot eind 2008 had Lufthansa een minderheidsaandeel in de maatschappij. Daarna werd in 2009 de maatschappij door een consortium samengevoegd met de gezonde resten van het daarvoor failliet gegane Alitalia. op 30 oktober 2014 heeft Air One alle activiteiten gestaakt. De routes zijn overgenomen door Alitalia.

## Bestemmingen
Air One voerde lijnvluchten uit naar: (juni 2014)
Binnenland:
- Brindisi, Bologna, Catania, Cagliari, Genua, Lamezia Terme, Milaan, Olbia, Palermo, Pisa, Turijn, Trapani, Venetië en Verona.

Buitenland:
- Amsterdam, Athene, Barcelona, Berlijn, Dusseldorf, Ibiza, Kopenhagen, Londen, Lyon, Moskou, München, Palma de Mallorca, Praag, Parijs, Rostov, Stuttgart, Sint Petersburg, Tirana en Wenen.

## Vloot
De vloot van Air One bestond uit: (juni 2014)
- 10 Airbus A320-200